# Vera Zimmermann
Vera Alice Santos Zimmermann (São Paulo, 30 de março de 1964) é uma atriz brasileira.

## Biografia
Nascida em São Paulo, Vera é a mais nova dos seis filhos do fazendeiro teuto-brasileiro Rudiberto Benno Zimmermann e da gaúcha Ana Maria Araújo. Em 2005, causou polêmica ao aparecer na capa da revista Época com o título "Eu fiz aborto". Tal capa ganhou o prêmio Esso de criação gráfica de revista. Esse aborto foi aos 25 anos, após ela engravidar por acidente de um namorado.
Em 2022 assumiu seu namoro com a atriz e diretora Luciana Ramanzini.

## Carreira
Vera começou a carreira de atriz no início dos anos 80, quando atuou nas peças Nelson Rodrigues o Eterno Retorno e Macunaíma, com Antunes Filho. Ganhou notoriedade aos 17 anos ao inspirar Caetano Veloso a escrever a música "Vera Gata" e tornou-se conhecida na televisão em 1990 ao interpretar Magda (ou Divina Magda, bordão pelo qual o personagem de Guilherme Karam a chamava) em Meu Bem, Meu Mal - a atriz reprisaria o papel anos mais tarde em uma participação no remake de Ti Ti Ti. Nos anos seguintes, participou da novela Vamp e da minissérie Contos de Verão antes de ir para o SBT, onde fez as novelas Sangue do Meu Sangue, Razão de Viver e Dona Anja. A atriz voltou a ter um papel fixo na Rede Globo em 2006, ao interpretar a diretora de escola Ester em O Profeta.
Em 2015 foi contratada pela RecordTV, onde ganhou bastante destaque interpretando a princesa Henutmire em Os Dez Mandamentos. Em 2017, é escalada para viver a rainha Neusta, em O Rico e Lázaro. Em 2020, apareceu no filme A Menina que Matou os Pais como Marísia Von Richtofen, assassinada em 2002 juntamente com seu marido num crime midiático que envolveu sua filha Suzane, namorada de um dos criminosos e vivida por Carla Diaz. 

## Filmografia

### Televisão
| Ano  | Título               | Personagem                 | Notas                      | Emissora          |
| ---- | -------------------- | -------------------------- | -------------------------- | ----------------- |
| 1988 | Vida Nova            | Marta                      |                            | Rede Globo        |
| 1990 | Desejo               | Joaquina                   |                            | Rede Globo        |
| 1990 | Meu Bem, Meu Mal     | Magda Diniz (Divina Magda) |                            | Rede Globo        |
| 1991 | Vamp                 | Marina Arantes             |                            | Rede Globo        |
| 1993 | Contos de Verão      | Glória Cardoso (Glorinha)  |                            | Rede Globo        |
| 1993 | Você Decide          | Lúcia                      | Episódio: "A Barganha"     | Rede Globo        |
| 1995 | Sangue do Meu Sangue | Viviane                    |                            | SBT               |
| 1996 | Razão de Viver       | Sílvia                     |                            | SBT               |
| 1996 | Dona Anja            | Adelaide                   |                            | SBT               |
| 1998 | Estrela de Fogo      | Andréa Gomes de Oliveira   |                            | Rede Record       |
| 1999 | Malhação             | Rachel                     | Temporada 5                | Rede Globo        |
| 2000 | Sãos e Salvos!       | Carlinha                   |                            | TV Cultura        |
| 2001 | O Direito de Nascer  | Cecília Moraes             |                            | SBT               |
| 2002 | Marisol              | Sandra Queiroz             |                            | SBT               |
| 2003 | Jamais te Esquecerei | Açucena Maria de Melo      |                            | SBT               |
| 2006 | O Profeta            | Ester de Oliveira Nogueira |                            | Rede Globo        |
| 2007 | Dance Dance Dance    | Profª. Marta Bernstein     |                            | Rede Bandeirantes |
| 2008 | Negócio da China     | Joelma Bertazzi            |                            | Rede Globo        |
| 2009 | Malhação ID          | Cissa Melo Oliveira        | Temporada 17               | Rede Globo        |
| 2010 | Ti Ti Ti             | Divina Magda               | Episódio: "12 de dezembro" | Rede Globo        |
| 2011 | O Astro              | Nádia Cury Hayalla         |                            | Rede Globo        |
| 2012 | Gabriela             | Conceição Bastos           |                            | Rede Globo        |
| 2013 | Amor à Vida          | Simone Maia Benitez        |                            | Rede Globo        |
| 2015 | Os Dez Mandamentos   | Henutmire                  |                            | Rede Record       |
| 2017 | O Rico e Lázaro      | Neusta                     |                            | Rede Record       |
| 2022 | Travessia            | Drª. Jussara Lima          | Episódio: "05 de dezembro" | Rede Globo        |
| 2025 | Vale Tudo            | Bel                        | Episódio: "21 de abril"    | Rede Globo        |

### Cinema
| Ano  | Título                                 | Personagem             | Notas                         |
| ---- | -------------------------------------- | ---------------------- | ----------------------------- |
| 1984 | Onda Nova                              | —                      |                               |
| 1985 | A Estrela Nua                          | Tamara                 |                               |
| 1985 | Os Bons Tempos Voltaram                | —                      | Segmento: "Primeiro de Abril" |
| 1987 | Bésame Mucho                           | Vera                   |                               |
| 1987 | Leila Diniz                            | —                      |                               |
| 1990 | Atração Satânica                       | Cecil                  |                               |
| 1994 | O Efeito Ilha                          | Maísa                  |                               |
| 1997 | Mangueira: Amor à Primeira Vista       | —                      |                               |
| 1998 | The Big Shit                           | —                      |                               |
| 1999 | Ela Perdoa                             | —                      | Curta-metragem                |
| 1999 | Amor que Fica                          | —                      |                               |
| 2000 | Tônica Dominante                       | Violinista             |                               |
| 2000 | Mário                                  | Lúcia                  |                               |
| 2000 | Deus Jr.                               | —                      |                               |
| 2002 | Joana e Marcelo, Amor (Quase) Perfeito | Verônica               |                               |
| 2005 | Perdidos                               | —                      | Curta-metragem                |
| 2008 | Páginas de Menina                      | Sílvia                 | Curta-metragem                |
| 2014 | Alma de Sal                            | Lídia                  | Curta-metragem                |
| 2016 | Os Dez Mandamentos: O Filme            | Henutmire              |                               |
| 2017 | Rota de Fuga                           | Advogada               |                               |
| 2021 | A Menina que Matou os Pais             | Marísia von Richthofen |                               |
| 2021 | O Menino que Matou Meus Pais           | Marísia von Richthofen |                               |

## Teatro[12]
| Ano       | Título                               |
| --------- | ------------------------------------ |
| 1977–78   | Os Saltimbancos                      |
| 1981      | Macunaíma                            |
| 1984      | O Eterno Retorno                     |
| 1985      | Filme Triste                         |
| 1986      | História Meio ao Contrário           |
| 1991      | Memórias Póstumas de Brás Cubas      |
| 1994      | UnGlauber                            |
| 1994      | Mil e uma Noites                     |
| 1995      | Don Juan                             |
| 2000      | Replay                               |
| 2003      | A Ponte e a Água de Piscina          |
| 2004      | Os Sete Afluentes do Rio Ota         |
| 2004      | Fausto Zero                          |
| 2006      | Esperando Godot                      |
| 2009      | Vestido de Noiva                     |
| 2019-2022 | As Cangaceiras, Guerreiras do Sertão |
| 2023-2024 | Diadorim                             |
| 2024      | Sylvia                               |

## Prêmios e indicações
Festival de Gramado (1999)
- Vencedor: melhor atriz (curta-metragem) por Ela Perdoa